# Bernhard Peyer
Bernhard Peyer (Sciaffusa, 25 luglio 1885 – Zurigo, 23 febbraio 1963) è stato un paleontologo e professore di anatomia svizzero.

## Biografia
Figlio del fabbricante tessile Johann Bernhard e di Sophie Frey, studiò Scienze della Terra a Tubinga, Monaco di Baviera e a Zurigo dove nel 1918 conseguì il dottorato. Intraprese diversi viaggi scientifici a Rovigno (Croazia), nel deserto egiziano, in Inghilterra e in Sudamerica.
A partire dal 1924 l'Università di Zurigo sotto la direzione di Bernhard Peyer iniziò scavi scientifici nella regione del Monte San Giorgio (Cantone Ticino, Svizzera). Nei decenni successivi gli scavi portarono alla luce numerosissimi fossili di vertebrati (perlopiù rettili e pesci marini), molti dei quali assai rari o addirittura unici. Nel 1929 scoprì in località Val Porina a Meride (Ticino) uno scheletro praticamente completo di Tanystropheus longobardicus. I ritrovamenti di quegli anni sono oggi esposti presso il Museo dell'Istituto di Paleontologia dell'Università di Zurigo e presso il nuovo Museo dei Fossili di Meride ai piedi del Monte San Giorgio. Un altro campo di ricerca di Peyer fu lo sviluppo dei mammiferi per cui compì scavi nel Klettgau svizzero dove, nel 1942 a Hallau, scoprì denti di mammifero e rettili risalenti al Triassico superiore.
Nel 1926 si sposò con Hildegard Amsler, vedova di suo cugino, alla quale dedicò un'importante scoperta fossile del Monte San Giorgio, il Placodonte Cyamodus hildegardis.
Nel 1932 fu nominato membro onorario della Naturforschenden Gesellschaft di Sciaffusa. Dal 1943 sino al 1955 fu professore ordinario di paleontologia e anatomia e dal 1940 al 1942 decano della facoltà di Scienze Naturali presso l'Università di Zurigo. Nel 1967, quattro anni dopo la sua morte, fu nominato cittadino onorario del comune di Meride (poi diventata frazione di Mendrisio).
La via principale di Meride, ai piedi del Monte San Giorgio, è intitolata a Bernhard Peyer.

## Opere (scelte)
- Peyer, B., 1968. Comparative odontology. University of Chicago Press
- Peyer, B., 1963. Die Zähne: ihr Ursprung, ihre Geschichte und ihre Aufgabe. Springer
- Peyer, B., 1950. Geschichte der Tierwelt. Büchergilde Gutenberg
- Peyer, B., 1944. Die Reptilien vom Monte San Giorgio: 1924-1944. Fretz
- Peyer, B., 1931. Die Triasfauna der Tessiner Kalkalpen. Birkhäuser